# Dirk Roosenburg
 (octobre 2019).
Si vous disposez d'ouvrages ou d'articles de référence ou si vous connaissez des sites web de qualité traitant du thème abordé ici, merci de compléter l'article en donnant les références utiles à sa vérifiabilité et en les liant à la section « Notes et références ».
Dirk Roosenburg, né à La Haye le 1er février 1887 et mort à La Haye le 22 octobre 1962, est un architecte néerlandais.

## Biographie

### Jeunesse
Le père de Dirk, Leonard Roosenburg, était médecin et sa mère, Selinde, était de la famille des entrepreneurs Fentener van Vlissingen. Dirk Roosenburg était le troisième fils du couple et avait  quatre frères et deux sœurs. Il a grandi à La Haye et a étudié à l’école Hogereburgschool, et avait de bonnes performances en géométrie et en dessin.

### Formation
Roosenburg a étudié de 1905 à 1911 à l’école technique supérieure de Delft. Il étudia ensuite encore une année à l'École des Beaux-Arts à Paris, avant de trouver un emploi chez Jan Stuyt pour le service des bâtiments publics. Il fut ensuite élève d’un dessinateur pour Berlage. Il coopéra à partir de 1919 avec A.H. op ten Noort et L.S.P Scheffer au bureau TABROS, dont il se sépara en 1921 pour lancer son propre bureau. Il s’installa dans l’atelier du peintre Arie Martinus Lugt dans la Kerkhoflaan à La Haye. C’est également sur ce terrain qu’il construisit sa propre maison.

### Carrière
C’est en 1919, au moment de la fondation de KLM, que Roosenburg créa le logo de la compagnie aérienne. Un hexagone noir contenant les lettres KLM en noir dans un drapeau orange-blanc-bleu. À gauche et à droite une aile, avec la couronne royale au dessus . Il dessina entre 1919 et 1939 divers bâtiments pour Philips à Eindhoven. Il créa en 1929, dans le parc Westbroek à La Haye, un monument à la mémoire de Pieter Westbroek, directeur des espaces verts de la ville de La Haye et créateur du parc qui porte son nom. Le mémorial est un banc de pierre, briques, bois et béton. À la demande de son ami d’enfance, Albert Plesman, il a conçu le siège de KLM à La Haye. La première aile fut achevée en 1940 et les travaux de construction reprirent après la guerre à partir de 1946. En 1969, le ministère néerlandais des Transports et de la Gestion de l’eau reprit le bâtiment.
À l'âge de soixante ans, Roosenburg s'est associé à deux employés : Verhave et Luyt. Plus tard, De Longh a rejoint en tant que partenaire. Roosenburg était le concepteur du siège de KLM, fondé en son présence par le Prince Bernhard. Le bureau a ensuite été renommé LIAG Architecten en Bouwadviseurs. Après une fusion, le petit-fils de Roosenburg, DA Roosenburg, a rejoint le bureau en tant que partenaire. Roosenburg était un contemporain de Willem Dudok, Jacobus John Pieter Oud et Gerrit Rietveld.
En tant qu'architecte, Roosenburg a notamment conçu le siège établie par Philips à Eindhoven en 1929. Chez KLM, Philips et Stork, il était considéré comme un architecte d'intérieur. En 1949, la mairie de Vlissingen (1949-1964) a été construite d’après le projet de Roosenburg. De nombreux bâtiments du gouvernement néerlandais sont inspirés par ses dessins. Il a conçu les barrières Stevin et Lorentzsluizen, y compris le bureau de douane de la dernière digue et les bâtiments de ventilation des Velsertunnels. Plusieurs de ses bâtiments ont été déclarés monuments nationaux,,,.
Roosenburg a reçu l'Ordre d'Orange, un prix hollandais.

### Famille
Dirk Rosenburg a épousé Anna Petronella Luyt. Le couple a eu 6 enfants: Dirk Paris (né en 1912), Jan Govert (né en 1914), Jacob Martijn (né en 1916), Janneke Caroline (née en 1919), Selinde Pietertje (née en 1920), Willem Herman (née en 1923).
Rosenburg est le grand-père de Rem Koolhaas.

## Créations
- 1917 : stand dans la Jaarbeurs à Utrecht.
- 1918 : statue des frères De Witt, Dordrecht.
- 1921 : propre maison dans la Kerkhoflaan à La Haye.
- 1923
  - Philips Natlab à Eindhoven.
  - Betondorp, ville jardinière Watergraafsmeer[9].
- 1927 : Maison Windekind dans la Nieuwe Parklaan à La Haye.
- 1928:  Huize Windekind à Nieuwe Parklaan à La Haye 1928 (influence du style Prairie House)[10].
- 1930
  - station de pompage Lely à Medemblik.
  - écluses du canal de Twente.
- 1931
  - la Witte Dame à Eindhoven.
  - siège des mines Oranje Nassau à Heerlen.
  - Het Wooldhuis, De Zandloper et Waailust. Logement du maire et logements de fonction à Flessingue.
- 1932: Digue de fermeture: Stevinsluizen[11] & Lorentzsluizen (avec la douane).
- 1933 : écluse Eefde.
- 1935
  - pavillon néerlandais lors de l’exposition universelle de 1935 à Bruxelles[12].
  - bâtiment de l’aéroport  Welschap à Eindhoven.
- 1936 : à la demande de son ami d’enfance Albert Plesman, création du siège de KLM sur le Plesmanweg à La Haye. La première aile fut livrée en 1940. Les travaux de construction reprirent en 1946. Le bâtiment a été mis en service en 1969 par le ministère de la construction et des transports.
- 1939
  - Apollo House à Amsterdam.
  - stations de pompage de Smeenge, Vissering et Buma dans le Noordoostpolder.
  - nouveau bâtiment administratif de Heemaf, surnommé la Locomotive, à Hengelo.
- 1940 : KLM siège.
- 1957 : Bâtiment de ventilation des Velsertunnels[13].

## Postérité: Dirk Roosenburgprijs
Depuis 1989, le Dirk Roosenburgprijs est récompensé tous les deux ans par le Architectuurcentrum Eindhoven. Le prix est remis à la mémoire de Dirk Roosenburg pour des projets qui ont amélioré la qualité structurelle de la ville dans les limites de la municipalité.
Dirk Roosenburgprijs gagnant:
- 1989 : Centre de santé, Bellefroidlaan, Jo Coenen.
- 1991 : Rénovation de la Plaza Futura, du Leenderweg, de Harry de Beer et de Bert Staal.
- 1993 : Fondation pour le logement social, Europalaan, Thomassen Vaessen Architects.
- 1995 : Garderie Minoes, Mortierlaan, Marx & Steketee Architects.
- 1997 : Immeuble résidentiel avec écran antibruit, Jeroen Boschlaan, Thomassen Vaessen Architekten.
- 1999 : Rénovation De Dame De Witte, Emmasingel, Dirrix Van Wylick Architectes.
- 2001 : Centre Blixembosch, De Architektengroep Rijnboutt; Ruijssenaars; Hendriks; Van Gameren; Mastenbroek.
- 2003 : Faculté d'Architecture Vertigo, Campus TU / e, Diederendirrix, Bert Dirrix.
- 2005 : Bureaux et appartements Baekelandplein, Diederendirrix, Paul Diederen.
- 2007 : Centre de la jeunesse Dynamo, Catharinaplein, Diederendirrix, Bert Dirrix.
- 2009 : Tour d'éclairage de rénovation, AWG Architects / centre de la broche Hangar Meerhoven, Diederendirrix, Bert Dirrix.
- 2011 : Park Meerland, Atelier Dutch; y compris ponts, Daf Architects et station de pompage, Van Helmond | Zuidam architectes.
- 2013 : Anton, Strijp-S, Diederendirrix, Paul Diederen et Gerard, Strijp-S, Jo Coenen Coenen / Sättele Architects.
- 2015 : Centre de broche 't Hofke, Koudenhovenseweg Zuid, Architectes, Misak Terzibasiyan.
- 2017 : Space-S, Strijp-S, Architectes Inbo et autres.